# Dmitrij Charin
Dmitrij Viktorovič Charin (in russo Дми́трий Ви́кторович Ха́рин?, Dmitri Viktorovich Kharine; Mosca, 16 agosto 1968) è un ex calciatore sovietico, dal 1992 russo.

## Carriera

### Club
A soli 14 anni venne aggregato alla prima squadra della Torpedo Mosca, società in cui rimase fino al 1987 vincendo una Coppa dell'Unione Sovietica. Passò poi alla Dinamo Mosca e, per una sola stagione, al CSKA Mosca, ottenendo con quest'ultima un campionato e un'altra coppa nazionale.
Nel dicembre del 1992 venne acquistato dagli inglesi del Chelsea per 400 000 sterline. Con i blues Charin fu inizialmente titolare, ben figurando nella FA Cup 1993-1994 e nella Coppa delle Coppe 1994-1995. Successivamente subì un infortunio che lo costrinse a trascorrere molto tempo in infermeria. Inoltre il nuovo allenatore Gianluca Vialli scelse l'olandese Ed de Goeij come portiere titolare: nelle ultime tre stagioni Charin scese in campo solo 20 volte.
Nell'estate del 1999 si trasferì gratuitamente al Celtic, dove avrebbe dovuto essere titolare, ma altri problemi muscolari ne limitarono l'impiego a sole 11 partite (considerando tutte le competizioni). Non fu quindi protagonista dei due campionati vinti dalla squadra.
Nel 2003 venne tesserato dal club semidilettantistico dell'Hornchurch, con sede a Londra, dove venne espulso all'esordio. Al termine di questa esperienza si ritirò dall'agonismo.

### Nazionale
Durante il campionato d'Europa del 1988, all'epoca diciannovenne, in seguito all'infortunio di Rinat Dasaev nella sfida contro l'Irlanda (1-1) fu uno dei candidati ad essere chiamato come terzo portiere proprio in sostituzione di Dasaev, ma alla fine quest'ultimo si riprese e Charin non fu più convocato.
Fece parte della nazionale sovietica fino al 1991 e, successivamente, militò nella nazionale della CSI (1992) e nella Nazionale russa (1993-1998), collezionando complessivamente 38 presenze (6 con l'URSS, 11 con la CSI e 23 con la Russia).

## Statistiche

### Cronologia presenze e reti in nazionale
| Cronologia completa delle presenze e delle reti in nazionale ― Unione Sovietica | Cronologia completa delle presenze e delle reti in nazionale ― Unione Sovietica | Cronologia completa delle presenze e delle reti in nazionale ― Unione Sovietica | Cronologia completa delle presenze e delle reti in nazionale ― Unione Sovietica | Cronologia completa delle presenze e delle reti in nazionale ― Unione Sovietica | Cronologia completa delle presenze e delle reti in nazionale ― Unione Sovietica | Cronologia completa delle presenze e delle reti in nazionale ― Unione Sovietica | Cronologia completa delle presenze e delle reti in nazionale ― Unione Sovietica |
| Data                                                                            | Città                                                                           | In casa                                                                         | Risultato                                                                       | Ospiti                                                                          | Competizione                                                                    | Reti                                                                            | Note                                                                            |
| ------------------------------------------------------------------------------- | ------------------------------------------------------------------------------- | ------------------------------------------------------------------------------- | ------------------------------------------------------------------------------- | ------------------------------------------------------------------------------- | ------------------------------------------------------------------------------- | ------------------------------------------------------------------------------- | ------------------------------------------------------------------------------- |
| 21-11-1988                                                                      | Damasco                                                                         | Siria                                                                           | 0 – 2                                                                           | Unione Sovietica                                                                | Amichevole                                                                      | -                                                                               | 46’                                                                             |
| 23-11-1988                                                                      | Al Kuwait                                                                       | Kuwait                                                                          | 0 – 1                                                                           | Unione Sovietica                                                                | Amichevole                                                                      | -                                                                               | 46’                                                                             |
| 27-11-1988                                                                      | Al Kuwait                                                                       | Kuwait                                                                          | 0 – 2                                                                           | Unione Sovietica                                                                | Amichevole                                                                      | -                                                                               | 46’                                                                             |
| 21-2-1989                                                                       | Sofia                                                                           | Bulgaria                                                                        | 1 – 2                                                                           | Unione Sovietica                                                                | Amichevole                                                                      | -1                                                                              | 46’                                                                             |
| 23-8-1989                                                                       | Lubin                                                                           | Polonia                                                                         | 1 – 1                                                                           | Unione Sovietica                                                                | Amichevole                                                                      | -1                                                                              | 46’                                                                             |
| 13-11-1991                                                                      | Larnaca                                                                         | Cipro                                                                           | 0 – 3                                                                           | Unione Sovietica                                                                | Qual. Euro 1992                                                                 | -                                                                               |                                                                                 |
| Totale                                                                          |                                                                                 | Presenze                                                                        | 6                                                                               |                                                                                 | Reti                                                                            | -2                                                                              |                                                                                 |

| Cronologia completa delle presenze e delle reti in nazionale ― Comunità degli Stati Indipendenti | Cronologia completa delle presenze e delle reti in nazionale ― Comunità degli Stati Indipendenti | Cronologia completa delle presenze e delle reti in nazionale ― Comunità degli Stati Indipendenti | Cronologia completa delle presenze e delle reti in nazionale ― Comunità degli Stati Indipendenti | Cronologia completa delle presenze e delle reti in nazionale ― Comunità degli Stati Indipendenti | Cronologia completa delle presenze e delle reti in nazionale ― Comunità degli Stati Indipendenti | Cronologia completa delle presenze e delle reti in nazionale ― Comunità degli Stati Indipendenti | Cronologia completa delle presenze e delle reti in nazionale ― Comunità degli Stati Indipendenti |
| Data                                                                                             | Città                                                                                            | In casa                                                                                          | Risultato                                                                                        | Ospiti                                                                                           | Competizione                                                                                     | Reti                                                                                             | Note                                                                                             |
| ------------------------------------------------------------------------------------------------ | ------------------------------------------------------------------------------------------------ | ------------------------------------------------------------------------------------------------ | ------------------------------------------------------------------------------------------------ | ------------------------------------------------------------------------------------------------ | ------------------------------------------------------------------------------------------------ | ------------------------------------------------------------------------------------------------ | ------------------------------------------------------------------------------------------------ |
| 25-1-1992                                                                                        | Miami                                                                                            | Stati Uniti                                                                                      | 0 – 1                                                                                            | Comunità degli Stati Indipendenti                                                                | Amichevole                                                                                       | -                                                                                                |                                                                                                  |
| 29-1-1992                                                                                        | San Salvador                                                                                     | El Salvador                                                                                      | 0 – 3                                                                                            | Comunità degli Stati Indipendenti                                                                | Amichevole                                                                                       | -                                                                                                | 46’                                                                                              |
| 12-2-1992                                                                                        | Gerusalemme                                                                                      | Israele                                                                                          | 1 – 1                                                                                            | Comunità degli Stati Indipendenti                                                                | Amichevole                                                                                       | -                                                                                                | 46’                                                                                              |
| 19-2-1992                                                                                        | Valencia                                                                                         | Spagna                                                                                           | 1 – 1                                                                                            | Comunità degli Stati Indipendenti                                                                | Amichevole                                                                                       | -1                                                                                               |                                                                                                  |
| 29-4-1992                                                                                        | Mosca                                                                                            | Comunità degli Stati Indipendenti                                                                | 2 – 2                                                                                            | Inghilterra                                                                                      | Amichevole                                                                                       | -2                                                                                               |                                                                                                  |
| 3-6-1992                                                                                         | Brøndby                                                                                          | Danimarca                                                                                        | 1 – 1                                                                                            | Comunità degli Stati Indipendenti                                                                | Amichevole                                                                                       | -                                                                                                | 46’                                                                                              |
| 12-6-1992                                                                                        | Norrköping                                                                                       | Comunità degli Stati Indipendenti                                                                | 1 – 1                                                                                            | Germania                                                                                         | Euro 1992 - 1º turno                                                                             | -1                                                                                               | 75’                                                                                              |
| 15-6-1992                                                                                        | Göteborg                                                                                         | Paesi Bassi                                                                                      | 0 – 0                                                                                            | Comunità degli Stati Indipendenti                                                                | Euro 1992 - 1º turno                                                                             | -                                                                                                |                                                                                                  |
| 18-6-1992                                                                                        | Norrköping                                                                                       | Scozia                                                                                           | 3 – 0                                                                                            | Comunità degli Stati Indipendenti                                                                | Euro 1992 - 1º turno                                                                             | -3                                                                                               |                                                                                                  |
| Totale                                                                                           |                                                                                                  | Presenze                                                                                         | 9                                                                                                |                                                                                                  | Reti                                                                                             | -7                                                                                               |                                                                                                  |

| Cronologia completa delle presenze e delle reti in nazionale ― Russia | Cronologia completa delle presenze e delle reti in nazionale ― Russia | Cronologia completa delle presenze e delle reti in nazionale ― Russia | Cronologia completa delle presenze e delle reti in nazionale ― Russia | Cronologia completa delle presenze e delle reti in nazionale ― Russia | Cronologia completa delle presenze e delle reti in nazionale ― Russia | Cronologia completa delle presenze e delle reti in nazionale ― Russia | Cronologia completa delle presenze e delle reti in nazionale ― Russia |
| Data                                                                  | Città                                                                 | In casa                                                               | Risultato                                                             | Ospiti                                                                | Competizione                                                          | Reti                                                                  | Note                                                                  |
| --------------------------------------------------------------------- | --------------------------------------------------------------------- | --------------------------------------------------------------------- | --------------------------------------------------------------------- | --------------------------------------------------------------------- | --------------------------------------------------------------------- | --------------------------------------------------------------------- | --------------------------------------------------------------------- |
| 28-4-1993                                                             | Mosca                                                                 | Russia                                                                | 3 – 0                                                                 | Ungheria                                                              | Qual. Mondiali 1994                                                   | -                                                                     |                                                                       |
| 23-5-1993                                                             | Mosca                                                                 | Russia                                                                | 1 – 1                                                                 | Grecia                                                                | Qual. Mondiali 1994                                                   | -1                                                                    |                                                                       |
| 2-6-1993                                                              | Reykjavík                                                             | Islanda                                                               | 1 – 1                                                                 | Russia                                                                | Qual. Mondiali 1994                                                   | -1                                                                    |                                                                       |
| 8-9-1993                                                              | Budapest                                                              | Ungheria                                                              | 1 – 3                                                                 | Russia                                                                | Qual. Mondiali 1994                                                   | -1                                                                    |                                                                       |
| 23-3-1994                                                             | Dublino                                                               | Irlanda                                                               | 0 – 0                                                                 | Russia                                                                | Amichevole                                                            | -                                                                     |                                                                       |
| 20-4-1994                                                             | Bursa                                                                 | Turchia                                                               | 0 – 1                                                                 | Russia                                                                | Amichevole                                                            | -                                                                     |                                                                       |
| 29-5-1994                                                             | Mosca                                                                 | Russia                                                                | 2 – 1                                                                 | Slovacchia                                                            | Amichevole                                                            | -1                                                                    | cap.                                                                  |
| 20-6-1994                                                             | San Francisco                                                         | Brasile                                                               | 2 – 0                                                                 | Russia                                                                | Mondiali 1994 - 1º turno                                              | -2                                                                    | cap.                                                                  |
| 24-6-1994                                                             | Detroit                                                               | Svezia                                                                | 3 – 1                                                                 | Russia                                                                | Mondiali 1994 - 1º turno                                              | -3                                                                    | cap. 34’                                                              |
| 17-8-1994                                                             | Klagenfurt am Wörthersee                                              | Austria                                                               | 0 – 3                                                                 | Russia                                                                | Amichevole                                                            | -                                                                     | 46’                                                                   |
| 29-3-1995                                                             | Mosca                                                                 | Russia                                                                | 0 – 0                                                                 | Scozia                                                                | Qual. Euro 1996                                                       | -                                                                     |                                                                       |
| 26-4-1995                                                             | Salonicco                                                             | Grecia                                                                | 0 – 3                                                                 | Russia                                                                | Qual. Euro 1996                                                       | -                                                                     |                                                                       |
| 31-5-1995                                                             | Belgrado                                                              | Jugoslavia                                                            | 1 – 2                                                                 | Russia                                                                | Amichevole                                                            | -1                                                                    | 46’                                                                   |
| 16-8-1995                                                             | Helsinki                                                              | Finlandia                                                             | 0 – 6                                                                 | Russia                                                                | Qual. Euro 1996                                                       | -                                                                     | 82’                                                                   |
| 11-10-1995                                                            | Mosca                                                                 | Russia                                                                | 2 – 1                                                                 | Grecia                                                                | Qual. Euro 1996                                                       | -1                                                                    |                                                                       |
| 9-2-1996                                                              | Ta' Qali                                                              | Russia                                                                | 3 – 0                                                                 | Islanda                                                               | Amichevole                                                            | -                                                                     |                                                                       |
| 11-2-1996                                                             | Ta' Qali                                                              | Russia                                                                | 3 – 1                                                                 | Slovenia                                                              | Amichevole                                                            | -1                                                                    | 46’                                                                   |
| 24-4-1996                                                             | Bruxelles                                                             | Belgio                                                                | 0 – 0                                                                 | Russia                                                                | Amichevole                                                            | -                                                                     | 46’                                                                   |
| 25-5-1996                                                             | Doha                                                                  | Qatar                                                                 | 2 – 5                                                                 | Russia                                                                | Amichevole                                                            | -1                                                                    | 85’                                                                   |
| 2-6-1996                                                              | Mosca                                                                 | Russia                                                                | 2 – 0                                                                 | Polonia                                                               | Amichevole                                                            | -                                                                     |                                                                       |
| 16-6-1996                                                             | Manchester                                                            | Germania                                                              | 3 – 0                                                                 | Russia                                                                | Euro 1996 - 1º Turno                                                  | -3                                                                    | 12’                                                                   |
| 19-8-1998                                                             | Örebro                                                                | Svezia                                                                | 1 – 0                                                                 | Russia                                                                | Amichevole                                                            | -                                                                     | 46’                                                                   |
| 5-9-1998                                                              | Kiev                                                                  | Ucraina                                                               | 3 – 2                                                                 | Russia                                                                | Qual. Euro 2000                                                       | -2                                                                    | 72’                                                                   |
| Totale                                                                |                                                                       | Presenze                                                              | 23                                                                    |                                                                       | Reti                                                                  | -18                                                                   |                                                                       |

## Palmarès

### Club

#### Competizioni nazionali
- Coppa dell'URSS: 2

Torpedo Mosca: 1985-1986
CSKA Mosca: 1990-1991
- Campionato sovietico: 1

CSKA Mosca: 1991
- Coppa d'Inghilterra: 1

Chelsea: 1996-1997
- Coppa di Lega inglese: 1

Chelsea: 1997-1998
- Coppa di Lega scozzese: 2

Celtic: 1999-2000, 2000-2001
- Campionato scozzese: 2

Celtic: 2000-2001, 2001-2002
- Coppa di Scozia: 1

Celtic: 2000-2001

#### Competizioni internazionali
- Coppa delle Coppe: 1

Chelsea: 1997-1998
- Supercoppa UEFA: 1

Chelsea: 1998

### Nazionale
- Oro olimpico: 1

Seul 1988